# Brigitte Maier
Brigitte Maier (Schleswig-Holstein; 7 de agosto de 1952 - Los Ángeles, 13 de noviembre de 2010) fue una actriz pornográfica alemana.

## Biografía
Brigitte Maier nació en Alemania en agosto de 1952, hija de padre austríaco y madre de origen yugoslavo. A los cuatro años de edad, en 1956, su familia se trasladó a los Estados Unidos, instalándose en Chicago. A los 19 años abandonó el hogar familiar y se instaló en Los Ángeles, donde comenzó a trabajar como bailarina de topless.
Entraría de lleno en los años 1970 en la industria pornográfica gracias a su entonces novio, el director europeo de cine X Lasse Braun, padre del actor y también director Axel Braun, quien la ayudó a desarrollar su carrera tanto en Europa como en el continente americano. Fue amiga de la también actriz porno Linda Lovelace, conocida por la película Garganta profunda.
En julio de 1974, a sus 22 años, llegaría a aparecer en la revista Penthouse. En diciembre de 1975 saldría en Playboy. Haría otras apariciones en Playmen, Chick o Club International.
Como actriz, trabajó en películas de productoras como Metro, Blue Vanities, Impulse, Blue Video, TGA Video, VCA Pictures, Pleasure o Gourmet/GVC, entre otras.
En 1975 ganaría el Premio X-Caliber a la Mejor escena de sexo interracial por la película Tongue.
Brigitte Maier decidiría abandonar la actividad como actriz porno a finales de los años 1970, con un total de 49 películas.
Algunos títulos de su filmografía son Justine and Juliette, How Sweet It Is, Lover, French Blue, Backdoor Desires, Swinger Girls, Anal Assault, Sensations, Inside of Me o Johnny Wadd Does Em All.

## Premios y nominaciones
| Año  | Ceremonia        | Resultado | Premio                           | Trabajo |
| ---- | ---------------- | --------- | -------------------------------- | ------- |
| 1975 | X-Caliber Awards | Ganadora  | Mejor escena de sexo interracial | Tongue  |